# Muschampia proto
Muschampia proto é uma espécie de insetos lepidópteros, mais especificamente de borboletas pertencente à família Hesperiidae.
A autoridade científica da espécie é Ochsenheimer, tendo sido descrita no ano de 1808.
Trata-se de uma espécie presente no território português.